# Florence Easton
Pour les articles homonymes, voir Easton.
Florence Gertrude Easton (25 octobre 1882 – 13 août 1955) est une soprano britannique du début du 20e siècle, connue professionnellement comme « Le Rossignol de South Bank ». Elle a été l'une des chanteuses les plus polyvalentes de tous les temps. Elle a chanté un vaste répertoire de plus de 100 pièces, couvrant un large éventail de styles et d'époques, Mozart, Meyerbeer, Gounod, Verdi, Wagner, Puccini, Strauss, Schreker et Krenek. Elle a chanté pratiquement chaque partie de soprano, grandes ou petites, de Wagner, comme Senta ou Brünhilde du Crépuscule des dieux notamment.
Elle se décrit comme une soprano lyrique dramatique, ce qui semble à peine adéquat eu égard aux types de rôles dans lesquels elle excellait. Sa grande réputation internationale, principalement en Allemagne et en Amérique du Nord, a été presque unique pour une chanteuse britannique de cette époque. Elle pouvait passer facilement toutes les étapes, de coloratura légère à « Hochdramatische », du romantisme féminin au puissant drame wagnérien et straussien. La voix pouvait être légère et aérienne, doucement mélancolique ou intensément passionnée. L'implication dans le caractère du rôle était totale. J. B. Steane (en) a suggéré que « Cette grande force était aussi, étrangement, une source de faiblesse. Elle a chanté tellement de rôles qu'elle ne s'est jamais vraiment identifiée à aucun de ceux-ci ». Malgré sa diction italienne souvent suspecte, elle fut choisie par Puccini pour créer Lauretta dans son opéra de 1917 Gianni Schicchi
Il n'y a pas de lien entre Florence Easton et le chanteur Robert Easton, né en 1898 à Sunderland.

## Biographie

### Jeunesse
Florence Easton est la fille aînée de John Thomas Easton et d'Isabella  Yarrow, et la nièce de Fletcher Easton, elle est née le 25 octobre 1882 au 52 Napier Street, South Bank, Middlesbrough. Ses parents quittent l'Angleterre quand elle a 5 ans et s'installent avec Florence (Flossie) et son jeune frère à Toronto, en Ontario, au Canada. Flossie chante dans le chœur de l'église méthodiste de Parkdale, où son père est maître de chapelle et sa mère organiste. Son talent musical est devenu évident dans sa petite enfance et elle a pris des leçons de piano, d'orgue et de chant avec JDA Tripp et M. Harrison. Elle apparaît en public au piano à 8 ans.
Elle a dit « J'ai commencé en tant que pianiste et je n'avais pas l'idée de chanter, encore moins de l'opéra, lorsque j'ai commencé l'étude de la musique ». Florence est l'une des premières femmes à être nommée membre de la Royal Academy of Music le 25 mars 1909.
Quand sa mère meurt en 1899, Florence retourne avec son père à Middlesbrough, où celui-ci rejoint un partenariat dans une entreprise de vente de fruits en gros avec William Henry Easton, son père et Fletcher Easton, son frère. Une collecte à Middlesbrough recueille assez d'argent pour elle aller étudier pendant un an à la Royal Academy of Music de Londres. Elle perd son argent le premier jour dans la capitale et son père doit trouver des fonds de remplacement. Elle commence en mai 1900 a étudié le chant pendant un an. Le recensement de 1901 la montre en tant qu'étudiante de 18 ans à la Royal Academy of Music, vivant à Hendon, Middlesex, dans le Middlesex.
En 1901, elle se rend à Paris pour étudier le chant avec Elliott Haslam, un ami de son père.

### Carrière professionnelle
Florence est déterminée, et fait ses débuts à l'opéra dans le rôle du berger dans Tannhäuser à Newcastle upon Tyne en 1903 avec la Moody-Manners Opera Company de Charles Manners (bass) (en). Le premier soir de la saison à Covent Garden, elle chante Stephano dans Roméo et Juliette. Son premier rôle important à Royal Opera House à Covent Garden est Arline dans The Bohemian Girl de Balfe, puis elle obtient le succès en 1903, dans Madame Butterfly.
Florence s'est mariée deux fois ; en mai 1904, elle épouse  Francis Maclennan (de) (1873-1935), un ténor américain de la Moody-Manners Opera Company. Elle fait ses débuts américains, dans le rôle de Gilda dans Rigoletto à Baltimore avec l'English Grand Opera Company de Henry Wilson Savage (en) en novembre 1905, et elle chante un certain nombre de rôles avec cette compagnie aux États-Unis et au Canada au cours des deux années suivantes. En 1905, Maclennan tient le rôle-titre de Parsifal dans la tournée américaine de Henry W. Savage. et Florence abandonne sa carrière de chanteuse pour s'installer en Amérique. Ils ont un fils en 1906 et une fille, Wilhelmina, en 1912 ; ils divorcent en 1928. Wilhelmina est morte lors de l'épidémie de grippe espagnole de 1919.
Son premier succès notable en Amérique vient lors de la saison 1906-1907, dans le rôle de Cio-Cio-San dans la première en anglais de Madame Butterfly. Sa représentation du 27 octobre 1906 est la deuxième aux États-Unis, suivant celle d'Elsa Szamosy de seulement douze jours. Florence détient le record mondial avec plus de trois cents apparitions dans Madame Butterfly, son rôle préféré.
De 1907 à 1913, elle et son mari Francis Maclennan sont membres de la troupe du Staatsoper Unter den Linden de Berlin, chantant de nombreux rôles d'une grande variété. Elle doit apprendre le rôle de Marguerite en allemand dans un délai de 10 jours, suivi par l'apprentissage et l'exécution de la partie de Aida dans un délai de 48 heures, sans répétition. Elle reçoit immédiatement un contrat de cinq ans. Ils deviennent d'excellents amis de l'empereur Guillaume II. Florence est dirigée par Richard Strauss pour le rôle-titre de la version anglaise d'Elektra à Londres, première à Covent Garden en 1910. Après la saison 1912-13; les Maclennan rejoignent l'Opéra de Hambourg Stadtische, et elle chante avec Enrico Caruso en 1913.
En 1915-16, le couple fait des tournées en Amérique où Florence apparaît dans une représentation unique comme Brünhilde dans Siegfried, réalisant un grand succès populaire et auprès des critiques. En raison de la guerre, il est trop risqué de retourner en Allemagne, ils restent aux États-Unis, et deviennent membres de la troupe Chicago Opera Association où elle fait ses débuts dans Siegfried. Elle reste avec la compagnie de Chicago pendant deux saisons, devenant l'une des sopranos wagnériennes les plus connues aux États-Unis. Elle chante avec la Society of American Singers, à New York en 1916. En 1917, elle rejoint Le Metropolitan Opera de New York, et  fait ses débuts, le 7 décembre 1917, dans le rôle de Santuzza dans Cavalleria Rusticana. Elle reste au Met 12 saisons, chantant 41 pièces et environ 295 représentations. Pendant cette période à New York, Easton étudie avec Anna Schoen-René (de), une élève de Pauline Viardot-Garcia et Manuel García.

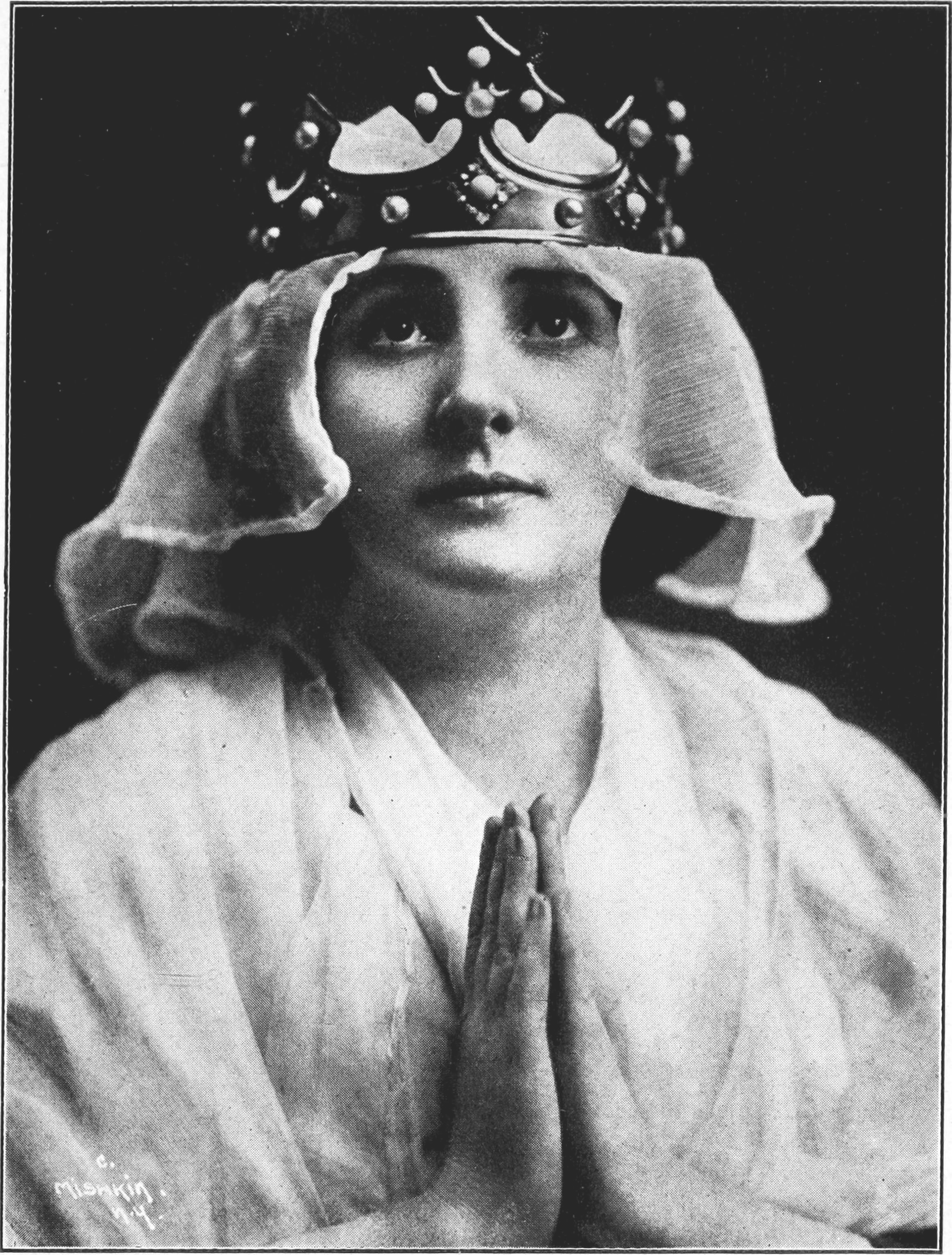
Florence Easton dans « Saint Elizabeth ». Photographie de Herman Mishkin

C'est son interprétation du rôle de Sainte Elisabeth dans la mise en scène de la version de Die Legende von der heiligen Elisabeth de Liszt, en 1918, qui la met au premier rang des étoiles du Metropolitan Opera.

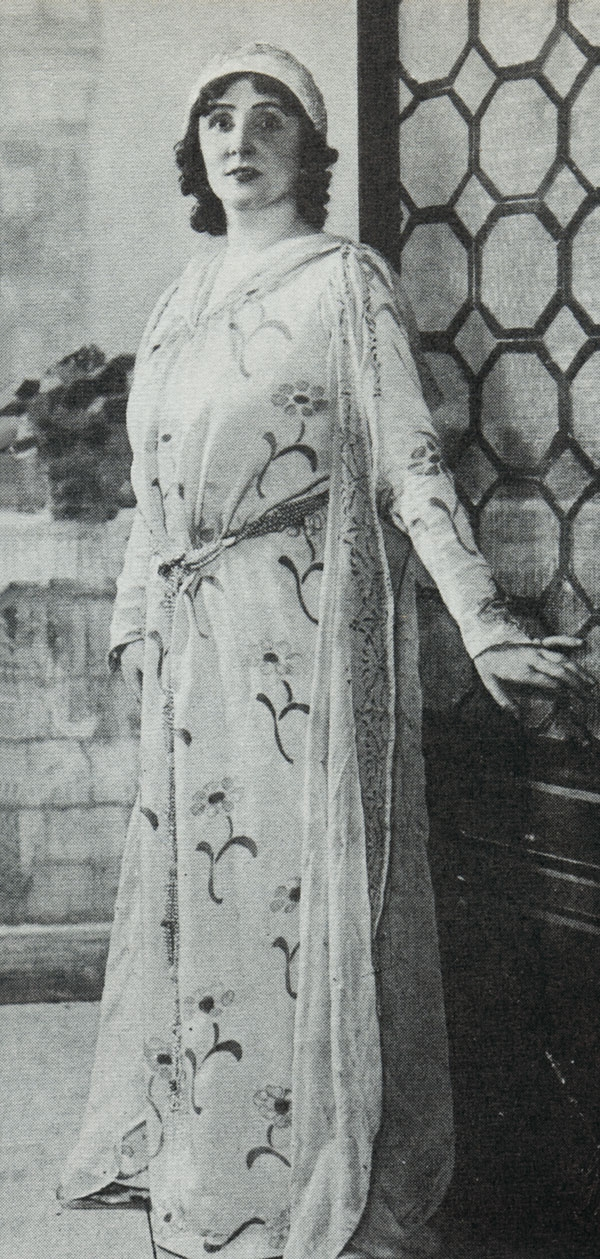
Florence Easton dans le rôle de Lauretta à la première mondiale de Gianni Schicchi, 14 décembre 1918.

Giacomo Puccini écrit un trio d'opéras nommé Il trittico composé de Il tabarro, Suor Angelica et Gianni Schicchi. Florence créé le rôle de Lauretta à la première mondiale de Gianni Schicchi, le 14 décembre 1918 au Metropolitan Opera de New York; elle est la première à chanter le célèbre air « O mio babbino caro » (« O Mon bien-Aimé Papa »). Puccini ne peut se rendre à New York pour la première, le directeur général du Met Giulio Gatti-Casazza envoie un télégramme à Puccini, après l'exécution de la Trittico :
« Très heureux d'annoncer le complet succès authentique du Trittico. À la fin de chaque opéra, de longues manifestations très sincères, plus de quarante chauds rappels. En dépit de l'avis public interdisant les rappels, l'aria de Lauretta étaient répété. Force principale Moranzoni magnifique. Farrar, Muzio, Easton, De Luca, Montesanto (it), Didur chanteurs et acteurs incomparables. La presse quotidienne confirme le succès en s'exprimant très favorablement sur la valeur des opéras pour Schicchi ».
Elle chante plusieurs autres premiers rôles, y compris Aelfrida dans The King's Henchman de Deems Taylor, le 17 février 1927 et la Mère Tyl dans  L'oiseau bleu de Wolff. Elle est également en vedette dans de nombreuses premières américaines, dont La cena delle beffe, Così fan tutte et Der Rosenkavalier. Son répertoire comprend plus de 100 rôles en 4 langues. Elle apparaît avec Chaliapine, basse de grande renommée, et aussi avec le célèbre Enrico Caruso lors de sa dernière représentation, la veille de Noël 1920, quand elle  joue Rachel, et lui Éléazar dans La Juive d'Halevy. En 1926, elle gagne 800 $ pour chaque représentation de Turandot. En 1929, elle chante sa dernière création pour le Metropolitan, la mise en scène de l'opéra de jazz Jonny spielt aufpar Otto Kahn. En mai 1929, elle se rend en Europe pendant plusieurs mois, en s'amusant avec le produit de ses années de chant avec seulement quelques courtes pauses. Toutefois, elle perd sa fortune dans le Krach de Wall Street de 1929.
En quinze jours, entre le 3 et le 17 novembre 1927, elle chante le rôle de Maddalena, dans La Gioconda d'Andrea Chénier, Rachel dans La Juive, Madame Butterfly et la Maréchale dans Der Rosenkavalier. Il est surprenant qu'elle puisse gérer tout et dans un laps de temps relativement court, il est étonnant que les critiques soient élogieuses sur presque tout. À bien des égards, Easton a beaucoup de choses en commun avec Lilli Lehmann. À force d'application, d'intelligence, de facilité musicale et de travail acharné, elle réussit à transformer une soprano lyrique légère en un instrument dramatique capable non seulement de grimper les hauteurs wagnériennes, mais avec l'endurance nécessaire pour rester là-haut du début à la fin de la saison.
Florence Easton est célèbre pour sa capacité à prendre une pièce inconnue à 8 heures du matin et à l'exécuter parfaitement devant le public, 12 heures plus tard. Souvent, elle est appelée au dernier moment pour remplacer certaines grandes soprano momentanément indisponibles. Elle chante sa première Isolde sans une seule répétition, appelée à le faire à l'heure dite. Dans le courant de la saison 1929, sa mémoire lui fait défaut, et elle demande à être libérée de son contrat. Elle annonce qu'elle ne va plus chanter, et se retire dans une maison à Hampstead, à Londres. Elle épouse Stanley Roberts, un banquier New-yorkais de la direction de la Celanese Corporation of America et baryton, en 1931.
L'année suivante, elle réapparaît et enregistre « Brünhilde » de Siegfried avec Lauritz Melchior, à Covent Garden. Entre 1932 et 1935, elle vit en Angleterre, en chantant, à Covent Garden, au Sadler's Wells Theatre et au Promenade Concerts sous la direction de Sir Henry Wood, avec l'Orchestre philharmonique de Londres sous la direction de Sir Thomas Beecham et avec l'Orchestre Symphonique de la BBC dans la première radiodiffusion mondiale. Son accompagnateur régulier est Harold Craxton. À Covent Garden en 1932, elle joue Isolde dans Siegfried en face de Lauritz Melchior, le seul moment où ils sont apparus ensemble. Elle est Tosca, une improbable Carmen, chante dans Elias de Mendelssohn donne des récitals de lieder et de chansons. Finalement, elle quitte l'Angleterre, en 1935, elle trouve qu'elle a perdu face à la nouvelle sensation, Kirsten Flagstad, mais elle reste une grande admiratrice de la grande chanteuse norvégienne. Sa dernière apparition sur la scène de l'opéra est dans le rôle de Brünhilde dans la Walkyrie, à New York, le 28 février 1936.
Dans une interview à New York en 1935, elle suggère que la raison de son absence au Metropolitan Opera : « C’était un accident lors d’une représentation de Carmen en Angleterre il y a un an qui m’a rendu indisponible pendant plusieurs mois l’an dernier. Déroulant les affres de la mort de Carmen, je me suis prise le talon dans la jupe de ma robe et je suis tombée directement sous le chemin rideau, me tordant la colonne vertébrale. Le public n'avait pas la moindre idée que Carmen, apparemment sans vie, était presque sans vie - et en fait, je l'aurais été deux minutes plus tard si je n'avais pas gardé suffisamment de conscience pour sortir du rideau descendant avec environ une tonne de fer pesant sur ma tête. Cependant, toutes ces choses doivent être prises dans la foulée ».
Une fois, Florence Easton est engagée pour chanter le rôle-titre dans Madame Butterfly à Washington, un lieu célèbre pour les lois sur le travail des enfants les plus strictes de toutes les villes du pays. Dolore, fils de Mme Butterfly qui n'apparaît que dans le dernier acte, est toujours recruté localement, un habile metteur en scène produit un nain. Personne ne l'a dit à Mme Easton, de peur qu'elle ne soit un peu délicate. Il est d'usage pour les enfants jouant Dolore d'être présentés à la soprano au premier entracte pour l'habituer au costume et au maquillage japonais. 

### Retraite et les dernières années
Florence prend sa retraite de la scène en 1939 ; sa dernière apparition avec orchestre est en 1942, lors d'une émission où elle chante des extraits de Tristan und Isolde à l'aide de ses propres traductions en anglais. Ensuite, elle enseigne en privé et à la Juilliard School of Music, et donne encore occasionnellement des récitals à New York. Sa dernière apparition a lieu  à l' hôtel de Ville de New York, lors d'un récital en 1943. À la fin de la Seconde Guerre mondiale, elle s'installe avec son mari à Montréal, Québec, Canada, et ils retournent à New York en 1950. Elle souffre de problèmes cardiaques et meurt le 13 août 1955, à Montréal, âgée de 72 ans.

## Enregistrements
Florence Easton fait plus de 100 enregistrements dans les années 1920 et 1930. Elle enregistre pour les disques Odeon, Eoliennes-Vocalion Records et pour Brunswick Records, initialement des enregistrements acoustiques, puis électriques à partir de 1926, qui couvrent l'opéra, l'opérette, les chants sacrés et les ballades populaires. Elle enregistre six éléments lyriques pour Edison Records (1927). L'un de ses plus importants enregistrements wagnériens est fait pour HMV en 1932 :  « Brünhilde » de Siegfried avec Lauritz Melchior (Covent Garden, 1932) « Heil dir Sonne! Heil dir Licht! ».  En 1933, HMV enregistre six faces avec des Lieder et des chansons pour RCA Records, accompagné par Gerald Moore.
Florence Easton peut être entendue chanter sur le volume 2 de The EMI Record of Singing.

### Discographie partielle
- Récital 1921-1942 (Arias et chansons de Wagner, Verdi, Bizet, Gounod, Rimski-Korsakov, Puccini, Haydn, Wolf, Dvorak, Brahms, R. Strauss, Schumann. Chansons populaires Américaines et allemandes)
- Claremont – Florence Easton; Absolue Soprano (Enregistrements 1918-1933/1939/1940)
- Brunswick (label d'origine, re-diffusé à grande échelle par exemple par Marston & Symposum : Gianni Schicchi (Puccini) O mio babbino caro (Créatrice de l'enregistrement, qui, bien que magnifiquement chanté présente un des pires accents italiens des accents de n'importe quel grand chanteur dans l'enregistrement).
- Marston – Wagner, Der Ring des Nibelungen (Le « Pot de l'Anneau ») Pearl – Lauritz Melchior Edition Vol. 5
- Enregistrements hors studio comprennent deux extraits du concert Götterdämmerung au Lewisohn Stadium et 14 éléments (principalement des Lieder) à partir d'un récital à la Juilliard School of Music (13 juillet 1939) – International Record Collectors Club.
- Trois extraits de Tristan (deux avec Arthur Carron plus le Liebestod), suivie de la Celanese Hour broadcast  (1942).
- RCA Victor 1705 - « My Laddie » - un enchanteur « Scotch love song » - avec des mots de la romanciee la Princesse Amélie Rives Troubetzkoy et de la musique de William Armour Thayer, un organiste de Brooklyn. Apparemment, publié en 1933.

Il y a deux enregistrements moins connus, réalisés par de Brunswick Records dans les années 1920, quand elle était dans ses débuts :
- Laisse-moi… O nuit d'amour ! avec Mario Chamlee (Marguerite de Gounod Faust - Brunswick 1927)
- Parigi o cara avec Mario Chamlee (Violetta Verdi' La traviata - Brunswick 1927)
- Une compilation de 2 CD a été publié en 1997 par Claremont en Afrique du Sud (GSE 78-50-72/73) à partir de l'original disques en gomme-laque.